# M4 Mortar Carrier
Le M4 Mortar Carrier, officiellement connu comme le M4 Mortar Motor Carriage (MMC), est un canon automoteur autochenillé des forces armées des États-Unis conçu pendant la Seconde Guerre mondiale. Développé dès 1941, ce modèle est une variante armée du Half Track M2 sur lequel a été installé le mortier M1 de 81 mm.

## Histoire

### Développement et production
Dans le cadre du nouveau programme halftrack de 1941, l'Ordnance department lança un projet de transporteur de mortier qui fut standardisé en août 1941 sous le nom de M4 Mortar Carrier. L’armée de terre américaine fut doté de ce modèle pour les bataillons utilisant le mortier de 81mm. Le M4 était la toute première variante armée des half-tracks, initialement conçus comme véhicules de transport de troupes, combinant le châssis du M2 Half Track et le mortier M1 de 81 mm. C'était la plus simple des conversions possibles pour la création d'un véhicule de soutien d'infanterie mais aussi la plus facile à mettre en œuvre. Le réaménagement du compartiment arrière du véhicule était, pour cela, nécessaire. Une porte arrière fut installée et on retira quatre sièges arrière pour installer des caisses pouvant contenir jusqu'à 96 obus. Mais la monture de la mitrailleuse a été retenue, obligeant les hommes d'équipage à ramper sous le rail s'ils voulaient utiliser la porte arrière.
Le mortier était destiné à être utilisé depuis l'extérieur du véhicule, à l'exception des situations d'urgence. Les hommes avaient pris l'habitude de tirer depuis la plateforme du half-track mais sans être certains de ne pas endommager le véhicule qui n'était pas conçu pour être utilisé ainsi. Cela posait des désagréments comme la maltraitance de la caisse donc, ou le fait de devoir positionner correctement le véhicule pour tirer. Les équipages pointaient souvent le mortier vers l'arrière pour faciliter leur fuite en cas d'accrochage ; si l'armée ne le concéda jamais par éthique, ce comportement fut toléré néanmoins. Un total de 572, modèles furent produits par la White Motor Company jusqu'à ce que le modèle soit jugé obsolète dès décembre 1942.

### Évolution en modèle M4A1
Le projet d'installer le même système sur le châssis du M3 fut très vite étudié, en fait dès octobre 1942, mais le temps manquait et un projet d'attente aboutit au choix du châssis M2A1, augmentant la place pour les munitions. De plus, une fois qu'il a été réalisé qu'il était préférable de tirer au mortier depuis le véhicule, le nouveau montage du M4 (avec un angle de tir limité) était inacceptable.
Le M4A1 a donc incorporé un nouveau système de rails permettant au mortier de gagner en angle, même si de fins réglages sur le bipied du mortier étaient toujours nécessaires. D'autres modifications ont été réalisées avec le renforcement du plancher et la surélévation du socle du mortier de 18,73 cm. Les caisses de munitions arrières contenant les bombes de mortier ont été retirées, ce qui n'a pas empêché le nombre de munitions emportées de rester à 96. Le M4A1 comportait également des boîtes de rangement accrochées à l'arrière du half-track de chaque côté de la porte.
Il fut produit dès mai 1943 à près de 600, exemplaires toujours par la White Motor Company. Les deux modèles devaient équiper les compagnies de commandement des bataillons d'infanteries mécanisées et des bataillons blindés, à raison de 4 par bataillon. Il y avait donc de 18 à 27 de ces véhicules dans chaque division blindée.

## Variantes
- M4A1 : transporteur de mortier réalisé à partir d'un châssis M2A1 (plus large pour les munitions)[N 1]
- M21 : canon automoteur réalisée à partir d'un châssis de M3 (plus robuste)[N 2]

## Galerie d'images

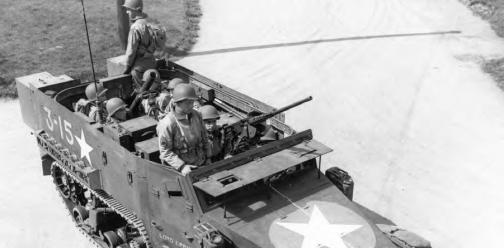
M4A1 de la 2e division blindée
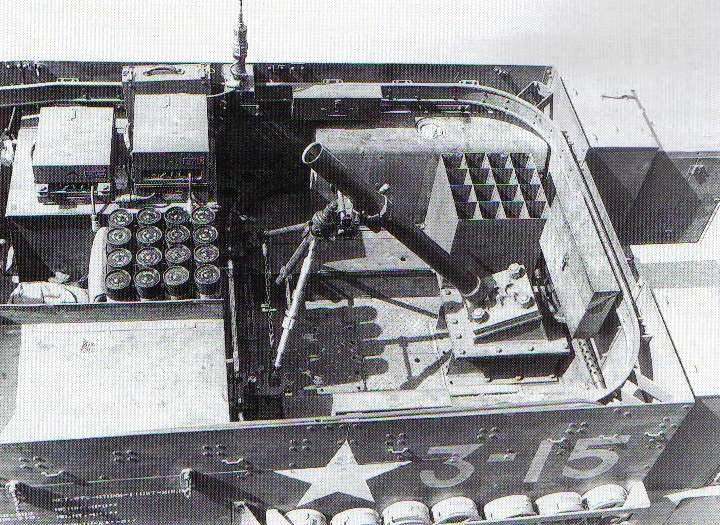
Compartiment du mortier M1 de 81mm
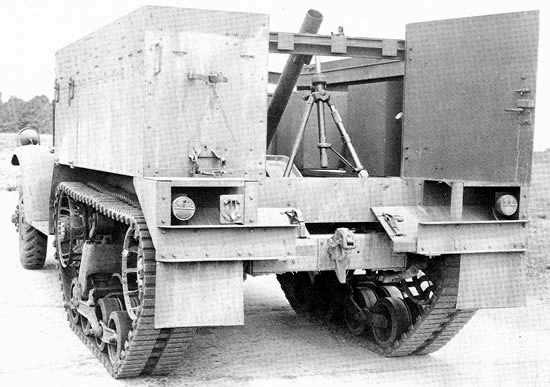
Arrière du véhicule M4A1